# COQ7
COQ7 (англ. Coenzyme Q7, hydroxylase) – білок, який кодується однойменним геном, розташованим у людей на короткому плечі 16-ї хромосоми. Довжина поліпептидного ланцюга білка становить 217 амінокислот, а молекулярна маса — 24 277.
| 10         |  | 20         |  | 30         |  | 40         |  | 50         |
| ---------- |  | ---------- |  | ---------- |  | ---------- |  | ---------- |
| MSCAGAAAAP |  | RLWRLRPGAR |  | RSLSAYGRRT |  | SVRFRSSGMT |  | LDNISRAAVD |
| RIIRVDHAGE |  | YGANRIYAGQ |  | MAVLGRTSVG |  | PVIQKMWDQE |  | KDHLKKFNEL |
| MVTFRVRPTV |  | LMPLWNVLGF |  | ALGAGTALLG |  | KEGAMACTVA |  | VEESIAHHYN |
| NQIRTLMEED |  | PEKYEELLQL |  | IKKFRDEELE |  | HHDIGLDHDA |  | ELAPAYAVLK |
| SIIQAGCRVA |  | IYLSERL    |  |            |  |            |  |            |

A: Аланін

C: Цистеїн

D: Аспарагінова кислота

E: Глутамінова кислота

F: Фенілаланін

G: Гліцин

H: Гістидин

I: Ізолейцин

K: Лізин

L: Лейцин

M: Метіонін

N: Аспарагін

P: Пролін

Q: Глутамін

R: Аргінін

S: Серин

T: Треонін

V: Валін

W: Триптофан

Кодований геном білок за функцією належить до оксидоредуктаз. 
Задіяний у такому біологічному процесі, як альтернативний сплайсинг. 
Білок має сайт для зв'язування з іонами металів, іоном заліза. 
Локалізований у мембрані, мітохондрії, внутрішній мембрані мітохондрії.